# Байюнь (аэропорт)
Международный аэропорт Гуанчжоу-Байюнь (англ. Guangzhou Baiyun International Airport; кит. трад. 廣州白雲國際機場, упр. 广州白云国际机场, пиньинь Guǎngzhōu Báiyún Guójì Jīchǎng) (IATA: CAN, ICAO: ZGGG) — главный аэропорт Гуанчжоу, столицы провинции Гуандун Китайской Народной Республики.
Аэропорт был открыт пятого августа 2004 в районе Хуаду и заменил собою более старый, на данный момент закрытый одноимённый аэропорт. Находится в двадцати восьми километрах от центра города, что на двенадцать километров дальше от предыдущего. Стоимость строительства составила около 19,8 миллиарда юаней.
В 2007 международный аэропорт Гуанчжоу-Байюнь был вторым по загруженности пассажирским аэропортом в материковой части Китая, перевезя 30 958 467 пассажиров за год. По грузовому трафику аэропорт был третьим по загруженности в Китае и тридцатым в мире. Кроме того, по взлётам-посадкам Гуанчжоу-Байюнь являлся вторым по загруженности аэропортом Китая. В 2020 году он вышел на первое место в мире по пассажиропотоку, что было вызвано значительным снижением пассажиропотока в других странах из-за пандемии Covid в 2020-м году, а также вводом в Пекине второго аэропорта, снявшего в 2019 году часть нагрузки с бывшего китайского рекордсмена.

## История
Современный аэропорт в районе Хуаду был открыт 5 августа 2004 года, заменив предыдущий одноимённый аэропорт, прекративший своё существование после открытия новой гавани. Новый аэропорт стоимостью 19,8 миллиардов юаней почти в пять раз больше своего предшественника. Вторая стадия строительства завершилась в 2009 году, в результате чего пропускная способность аэропорта удвоилась
. В данное время функционирует станция метрополитена Гуанчжоу.
Открытие нового международного аэропорта Гуанчжоу-Байюнь решило большинство проблем старого аэропорта, который, находясь в черте города, был переполнен и не мог расширяться. Открытие нового аэропорта позволило принимать и выпускать самолёты круглосуточно. В результате China Southern Airlines смогли эффективно планировать межконтинентальные рейсы, вылетая поздним вечером. Другие авиалинии также получили такую возможность.
Аэропорт получил своё имя, как это принято в Китае, по названию городского района, в котором он расположен. Оно, в свою очередь, заимствовано у горы Байюньшань (кит. трад. 白雲山, упр. 白云山, буквально: «гора белых облаков»), расположенной недалеко от прежнего аэропорта. Открытую в 2004 году воздушную гавань также часто называют «Новый Байюнь», в отличие от старого аэропорта, но это название не является официальным.
Данные из запроса в Викиданные.

## Авиакомпании и назначения
Из международного аэропорта Гуанчжоу-Байюнь выполняются полеты примерно по ста направлениям, в основном внутри страны. Также этот аэропорт является базовым аэропортом авиакомпании China Southern Airlines.

## Фотогалерея

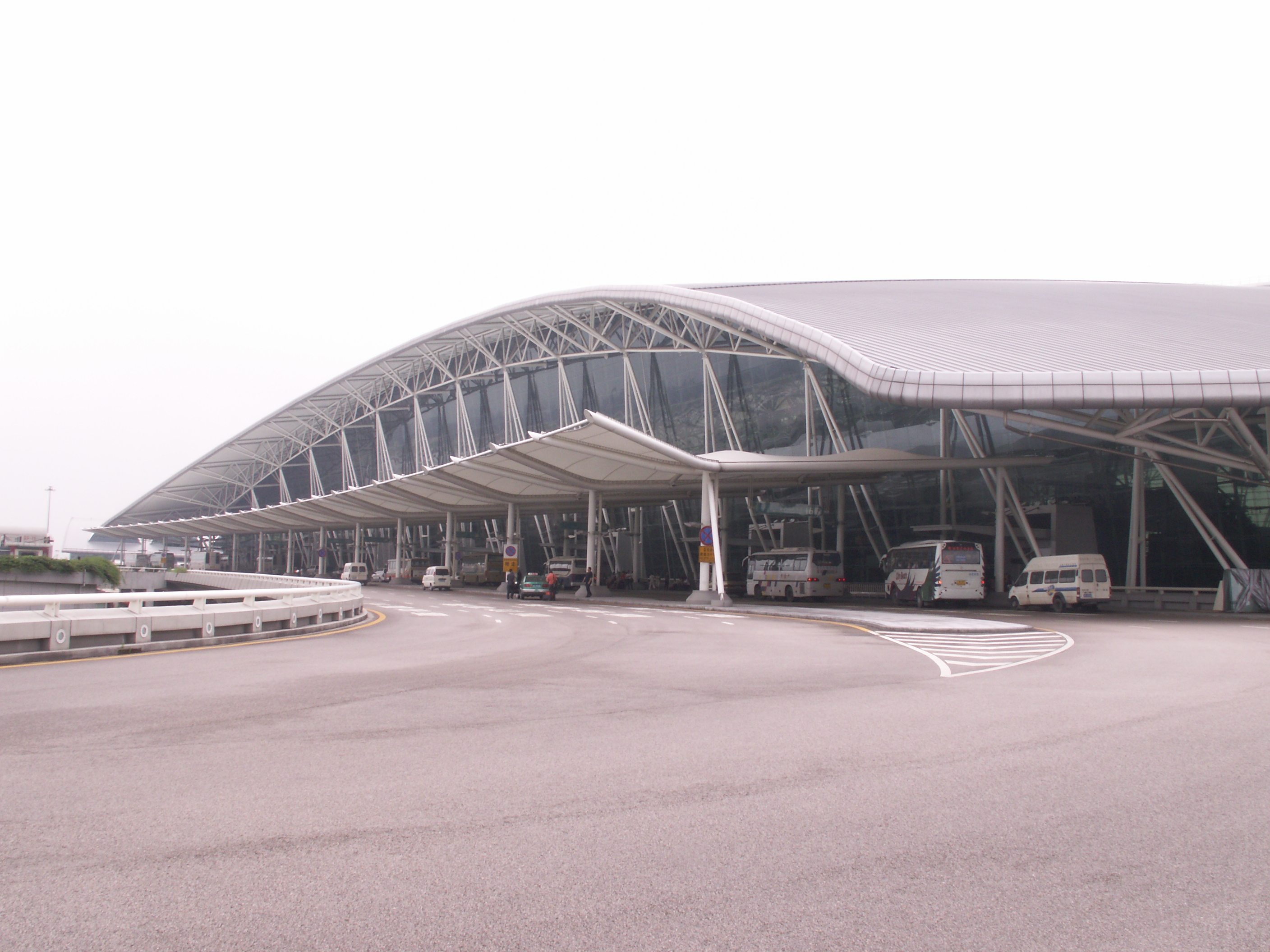
Здание терминала №1 аэропорта. Вид с эстакады.
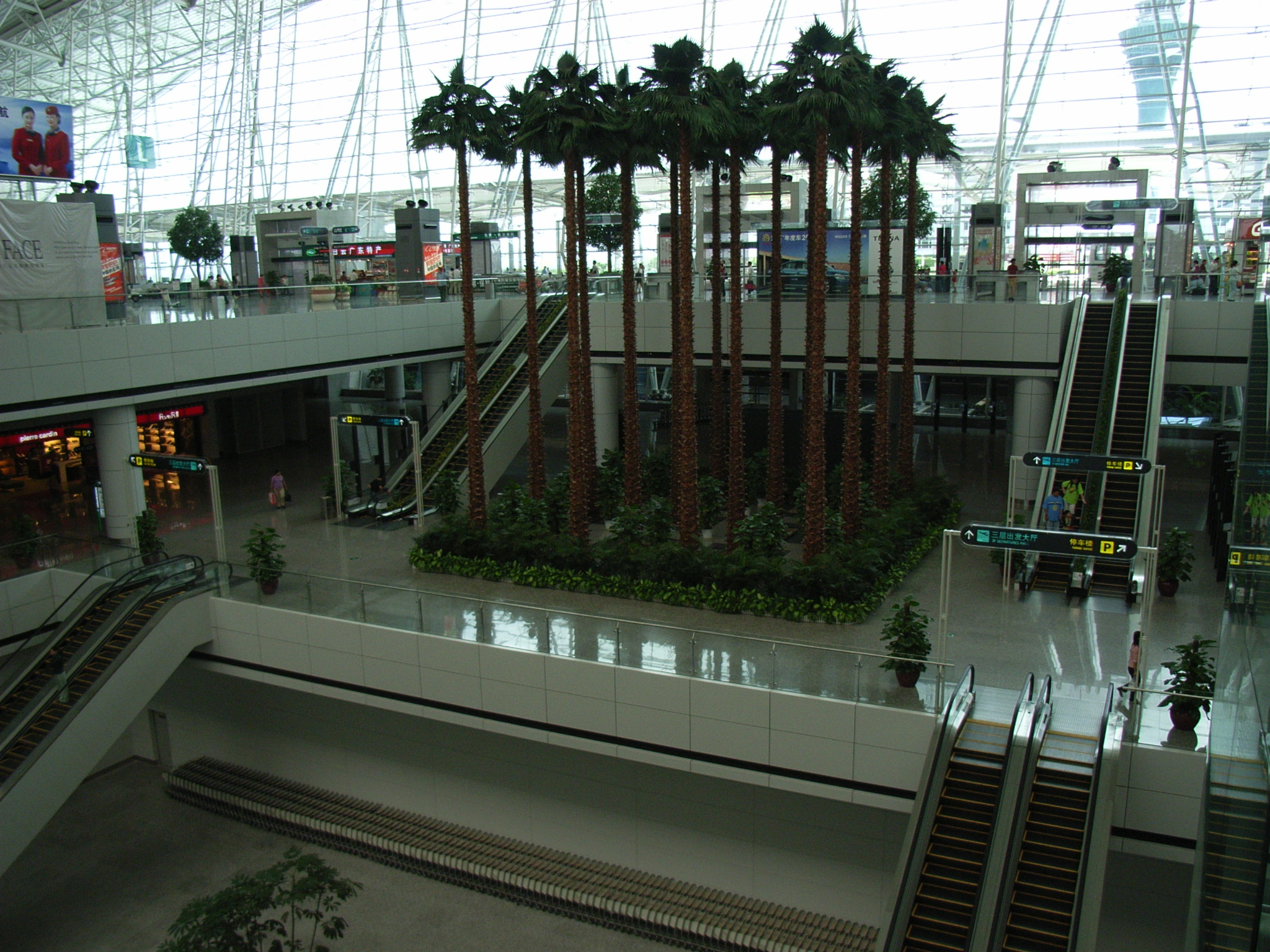
Межэтажный переход
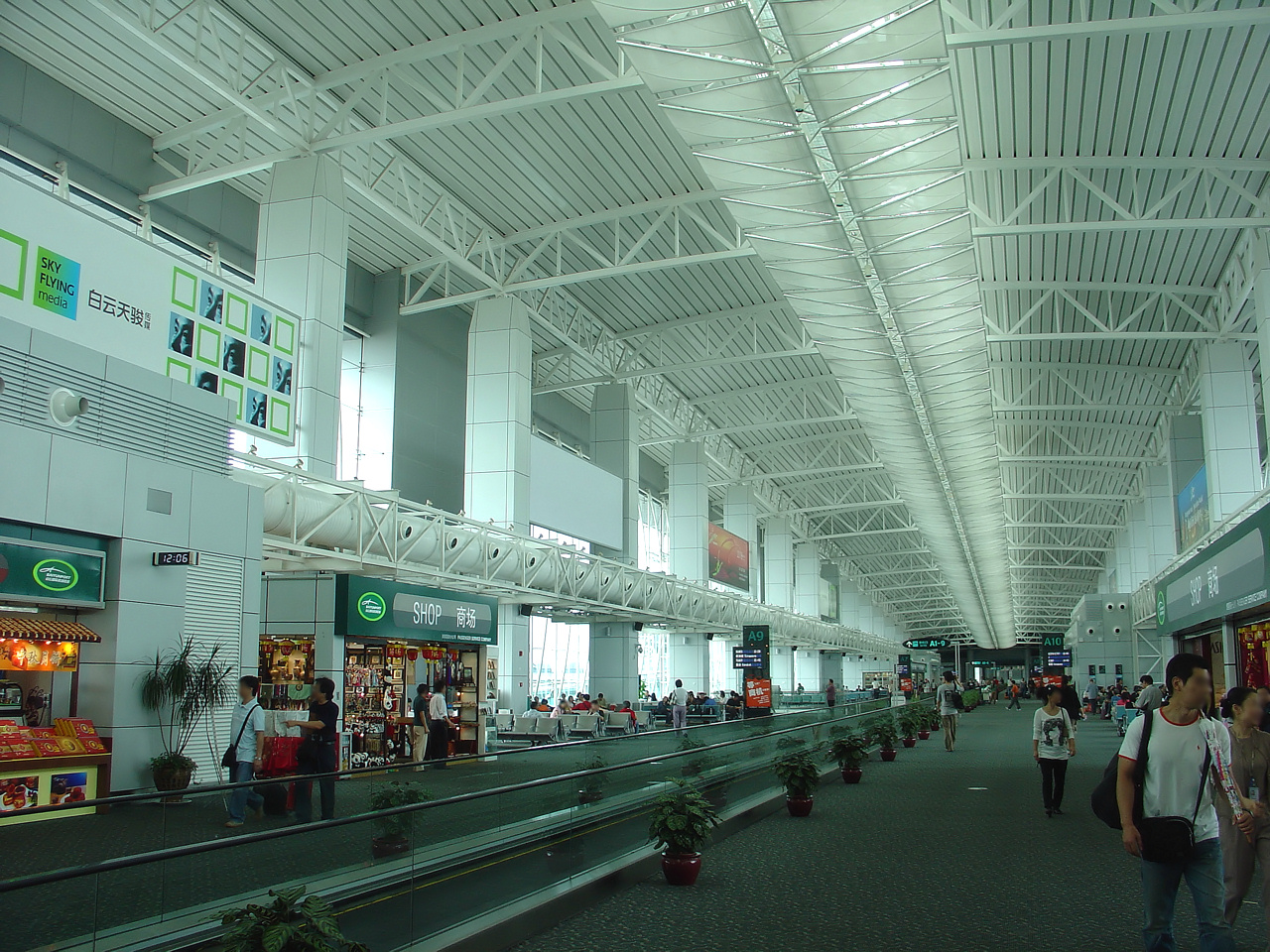
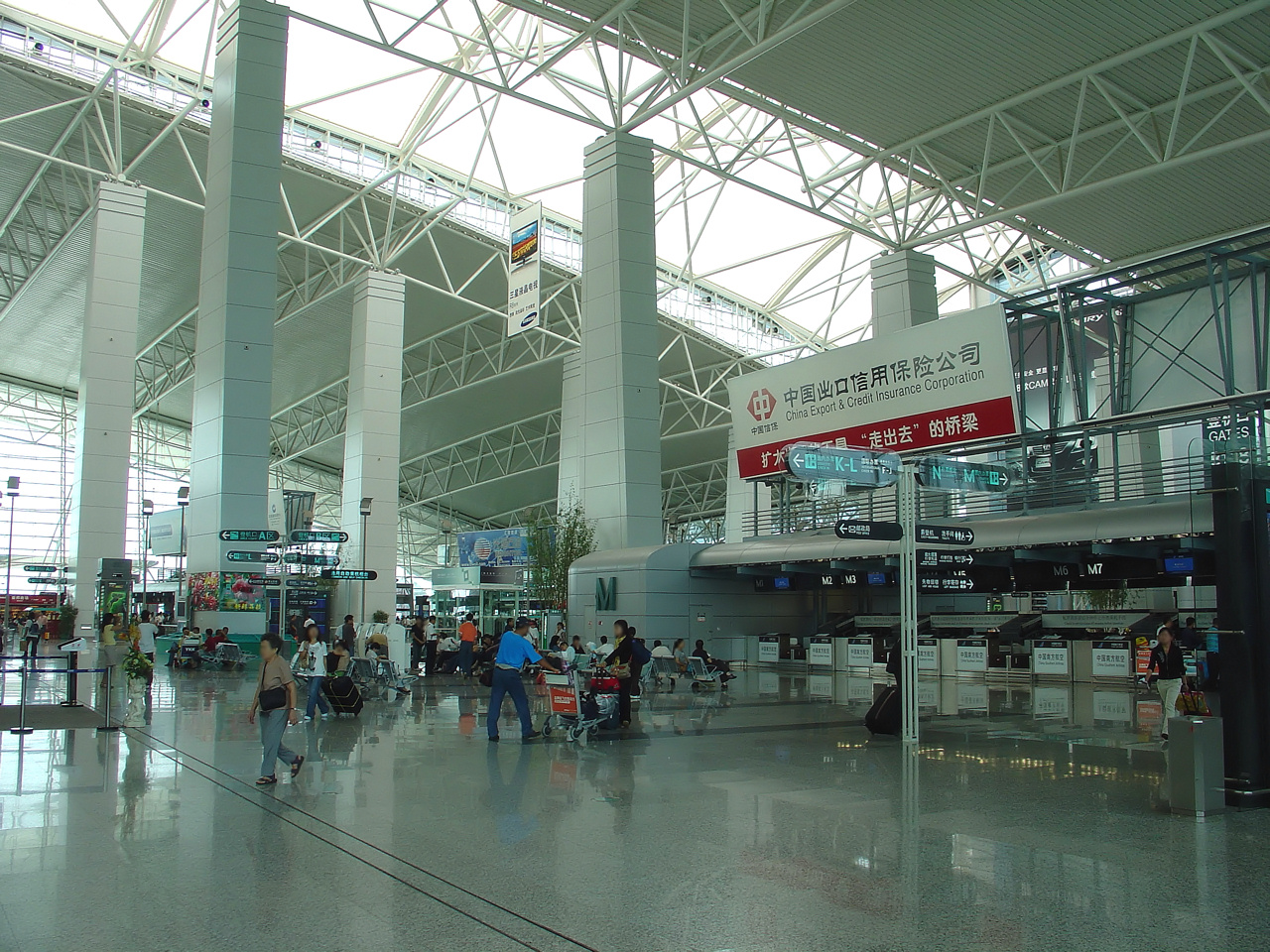
Зал вылета
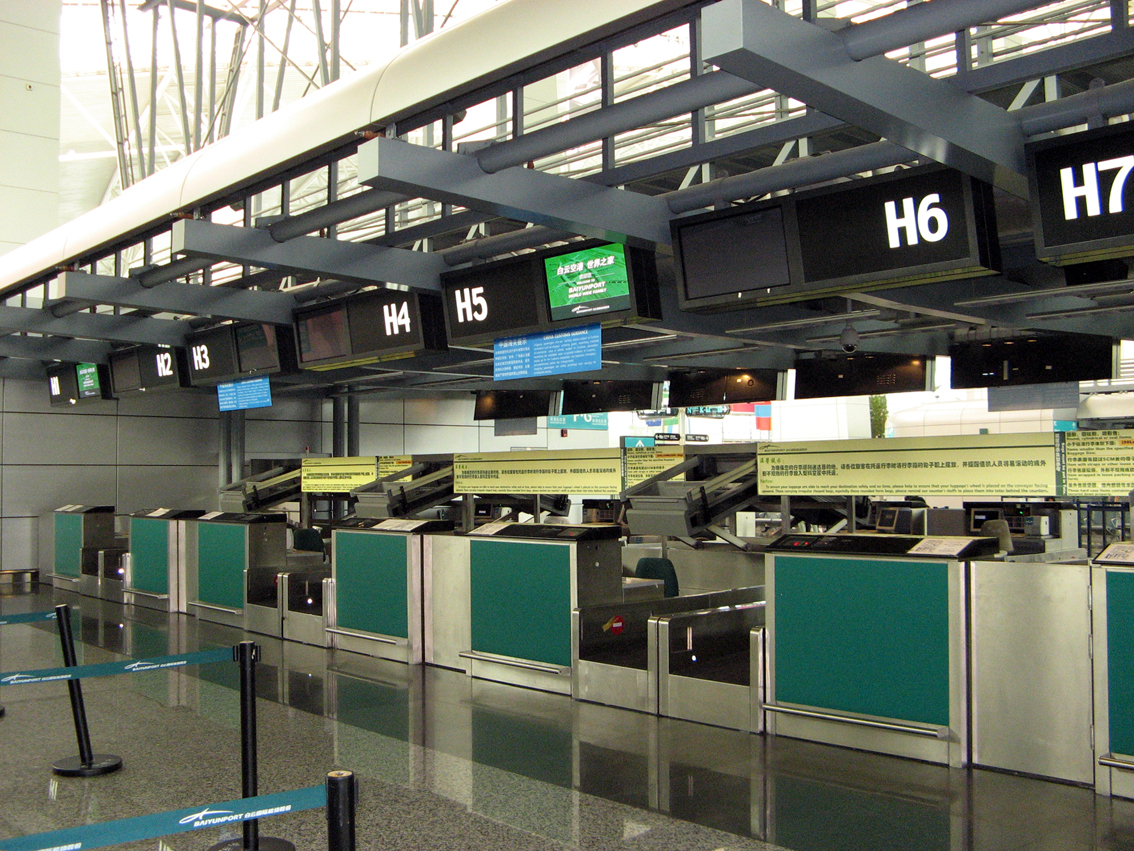
Стойки регистрации
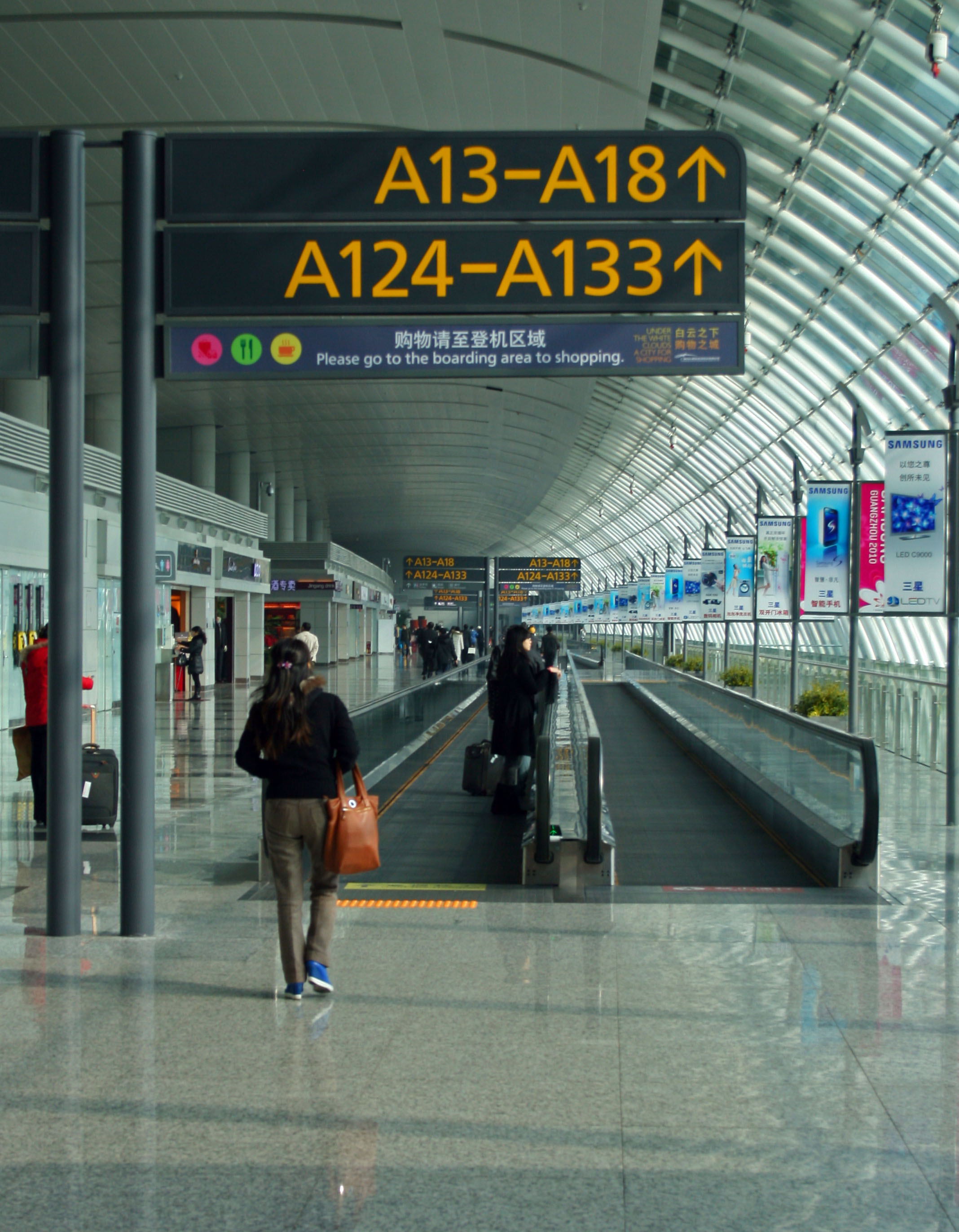
Траволатор в аэропорту Байюнь
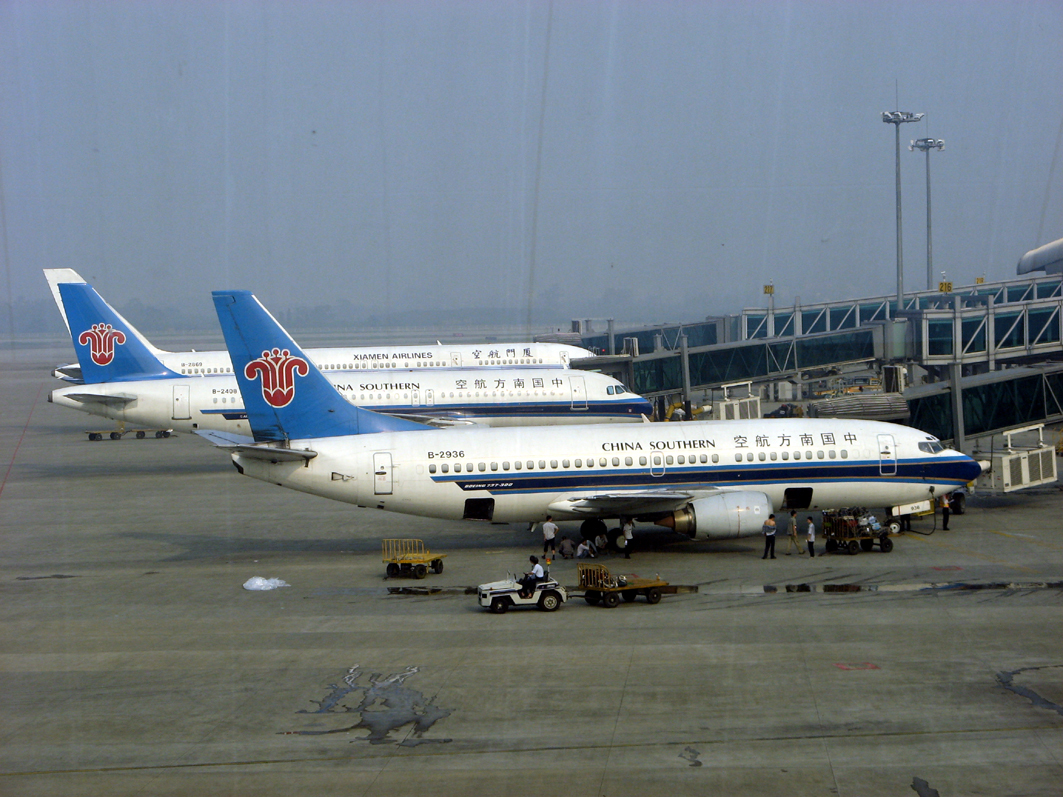
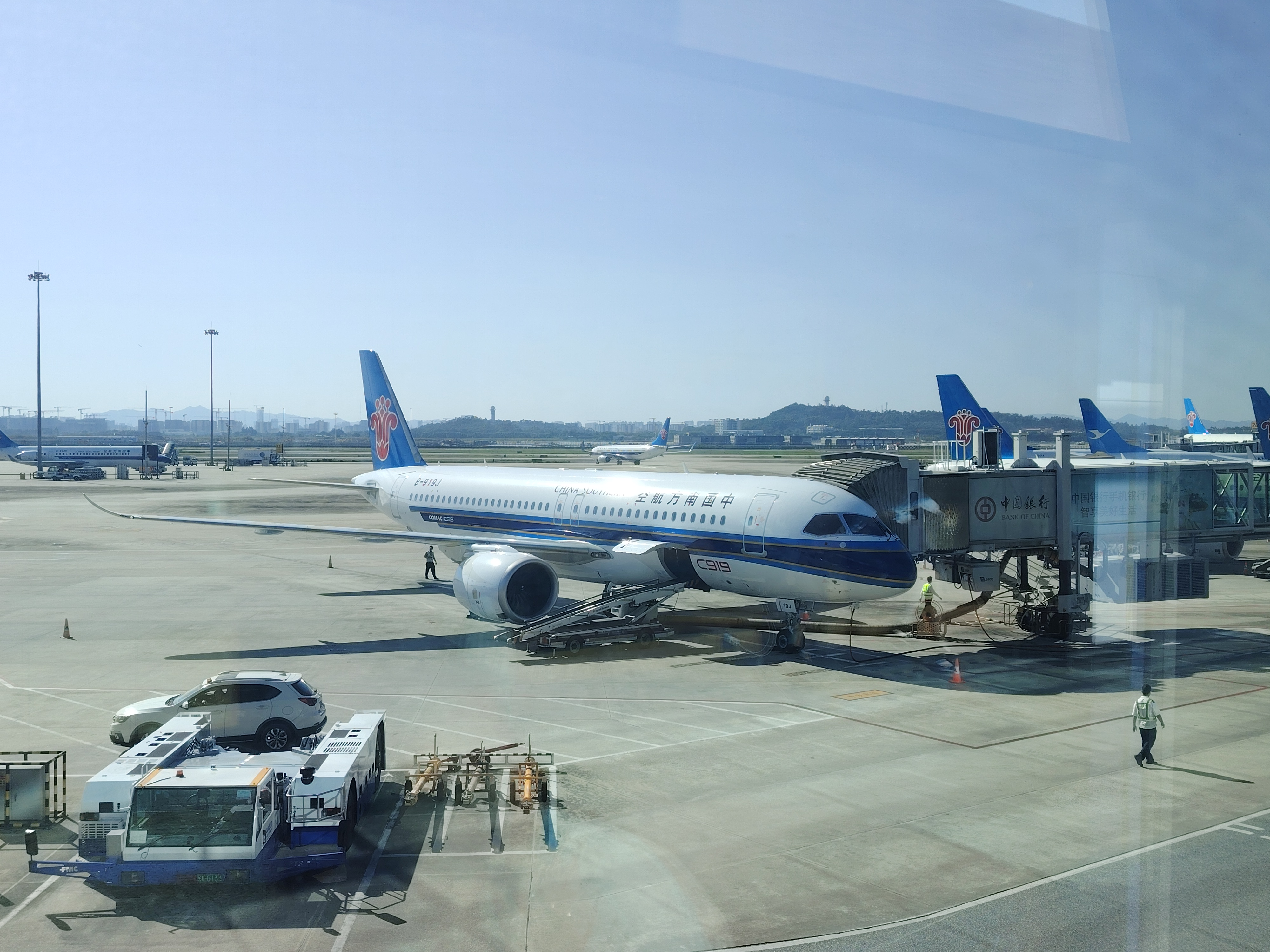
Самолёт C919 авиакомпании China Southern Airlines в аэропорту Байюнь. 2024г